# Cotón

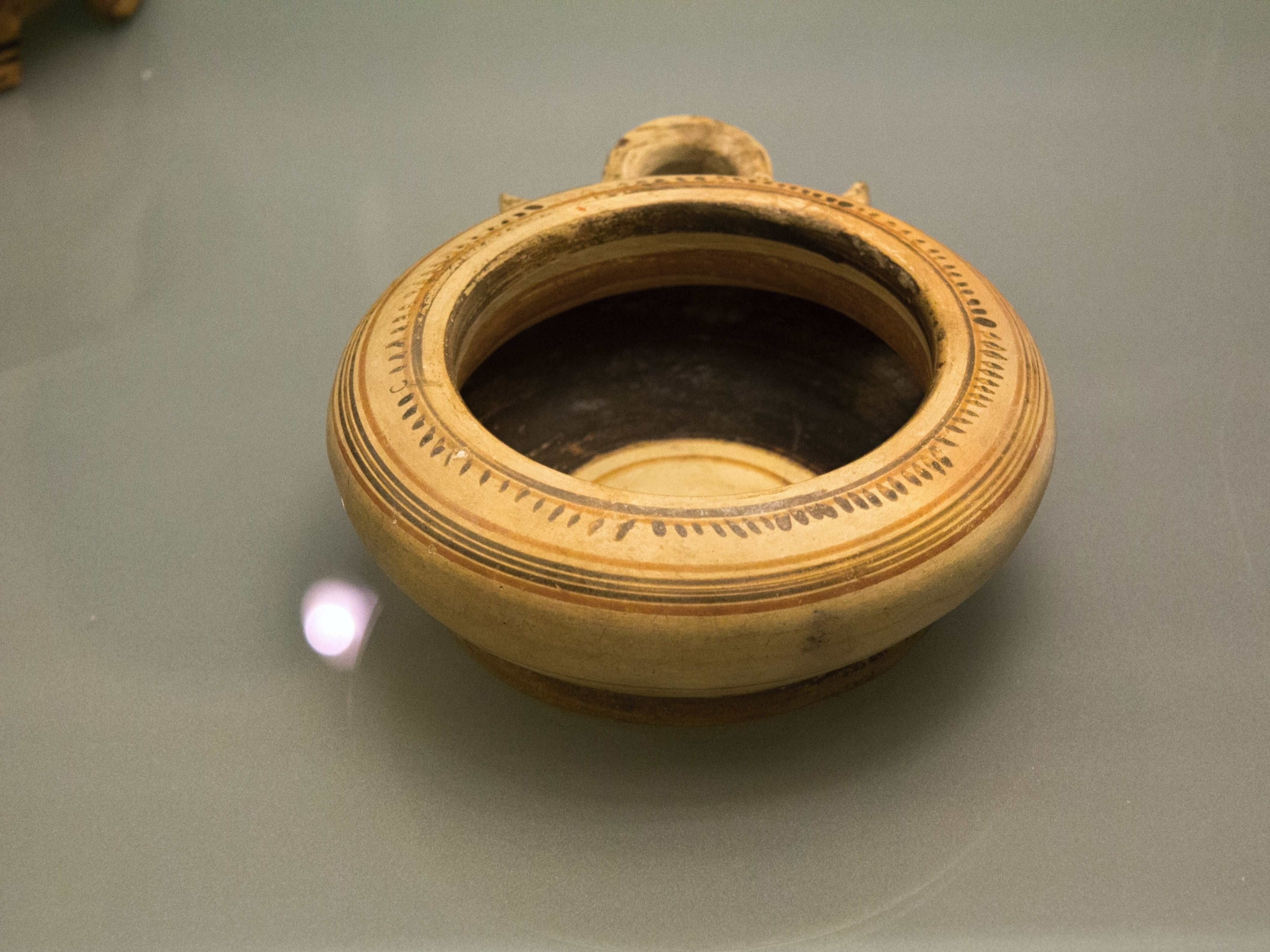
"Cotón" datado hacia 550-500 a. C. Conservado en el Museo Kinsky de Praga.

Un cotón (del griego Κώθων) es una especie de copa grande casi plana y de labio redondeado y fruncido hacia dentro, que puede presentar de una a tres asas horizontales. A veces se identifica con el exaliptro o la plemócoe.
Los manuales de arqueología y guías especializadas barajan muy diversas tipologías alfareras para objetos (vasijas) con la común denominación de kothon. En contextos báquicos es un recipiente para beber vino, pero su morfología puede variar de forma llamativa. Para Samuel Birch el "kothon" era un simple escifo.
Por su parte, y más recientemente, el danés Tobias Fischer-Hansen, en su Recent Danish Research in Classical Archaeology: Tradition and Renewal, recogía esa falta de acuerdo señalando que la pequeña taza que Droop consideró ‘lekane’ o ‘lácaina’, era para Kirsten un ‘kothon’. Dos clásicos como Ateneo (XI, 483b) y Plutarco (Lyk, 9), mencionan el "Κώθων" como una olla espartana usada como decantador para "limpiar el agua". Otras fuentes lo describen como «recipiente laconio usado por soldados».
Se llamaba cothon a un tipo de instalación portuaria fenicia y púnica, como el puerto interior de Cartago, por la semejanza de su forma con la de este recipiente. 

## Tipología
Indistintamente documentados con las denominaciones de cotón (kóthon), plemócoe (plemokhóe) y exaliptro (exaleíptron), estos vasos presentan diversas formas (sin unidad ni morfológica ni taxológica):

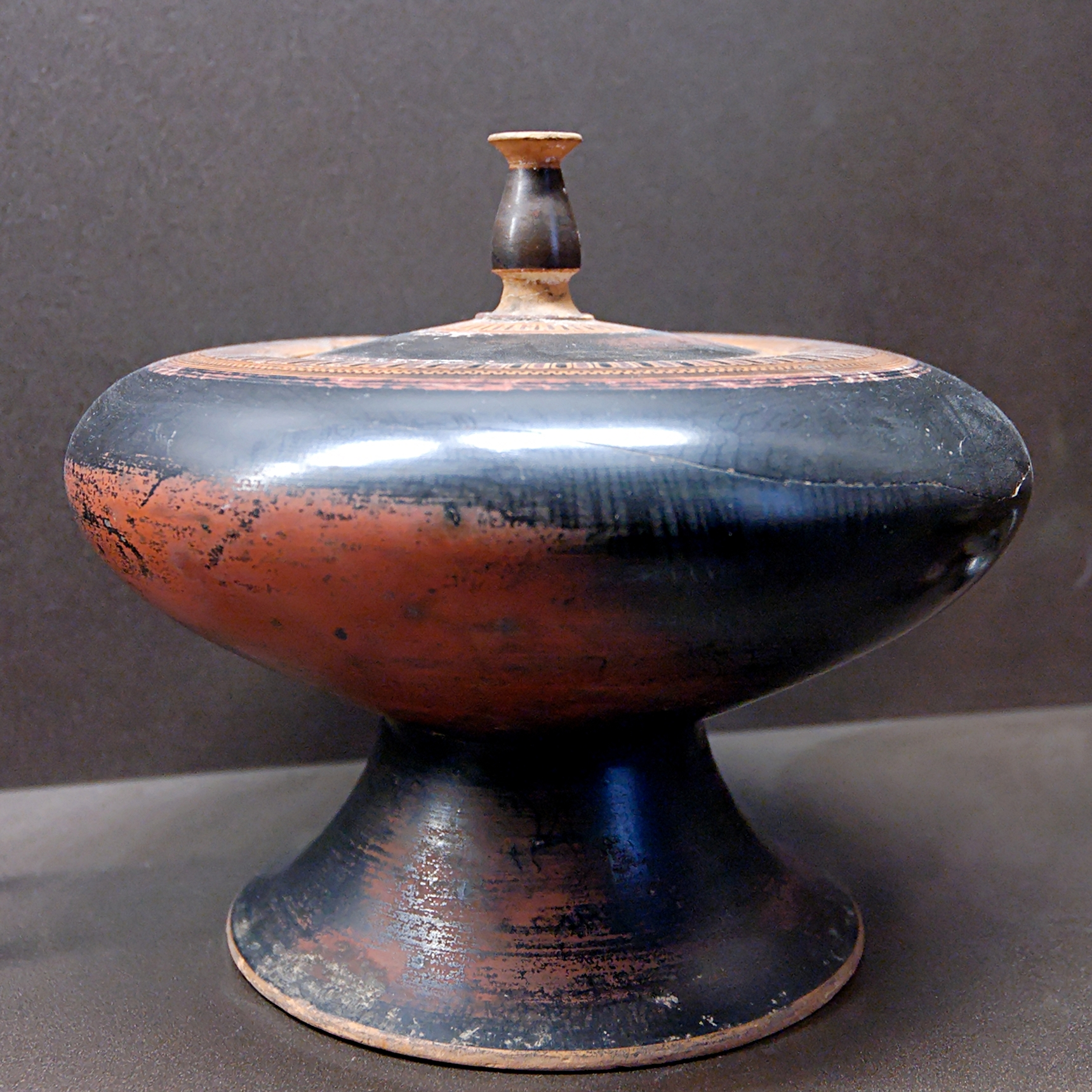
Plemochoe, en el Louvre.
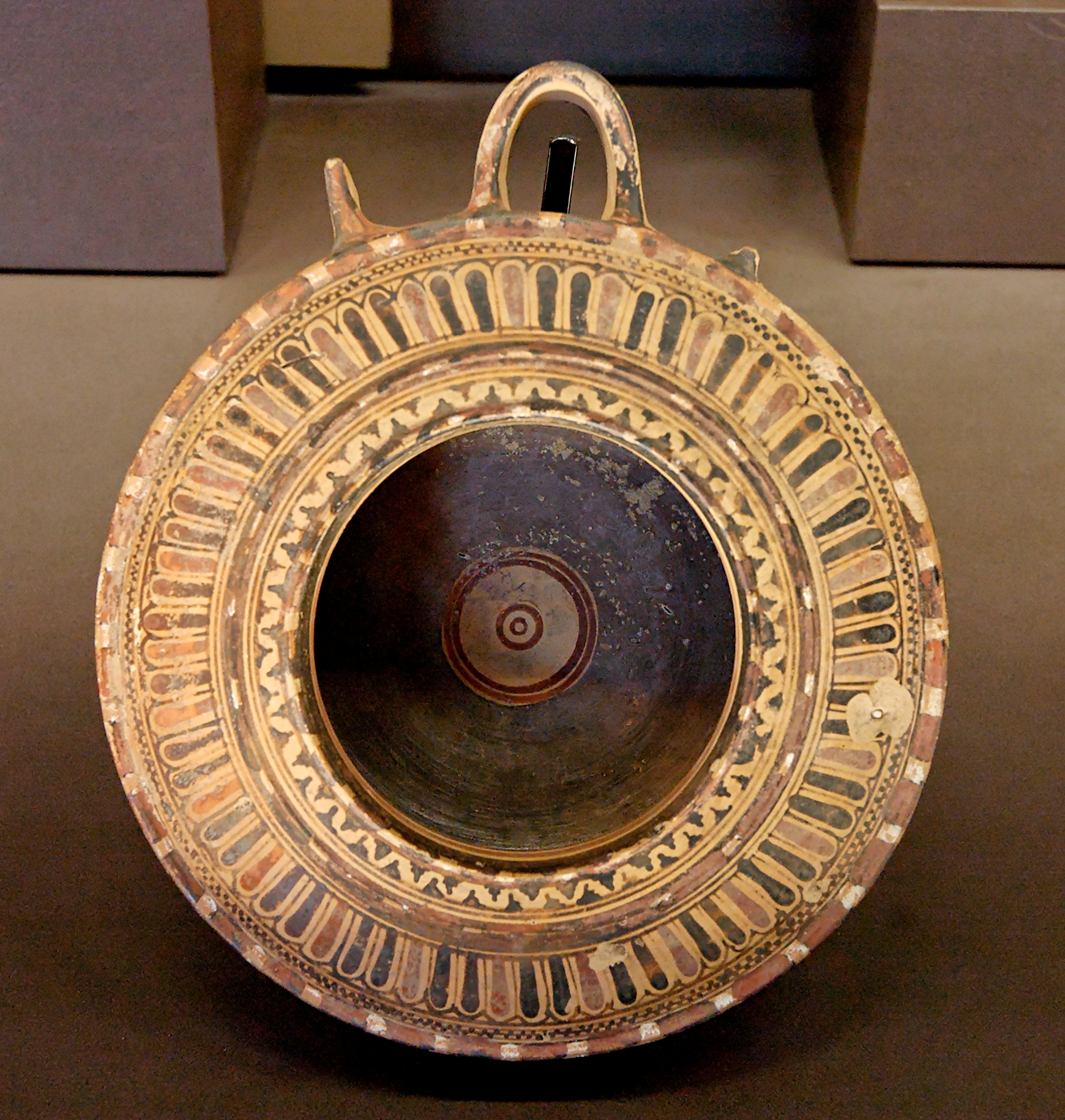
Cotón corintio, en el Louvre.
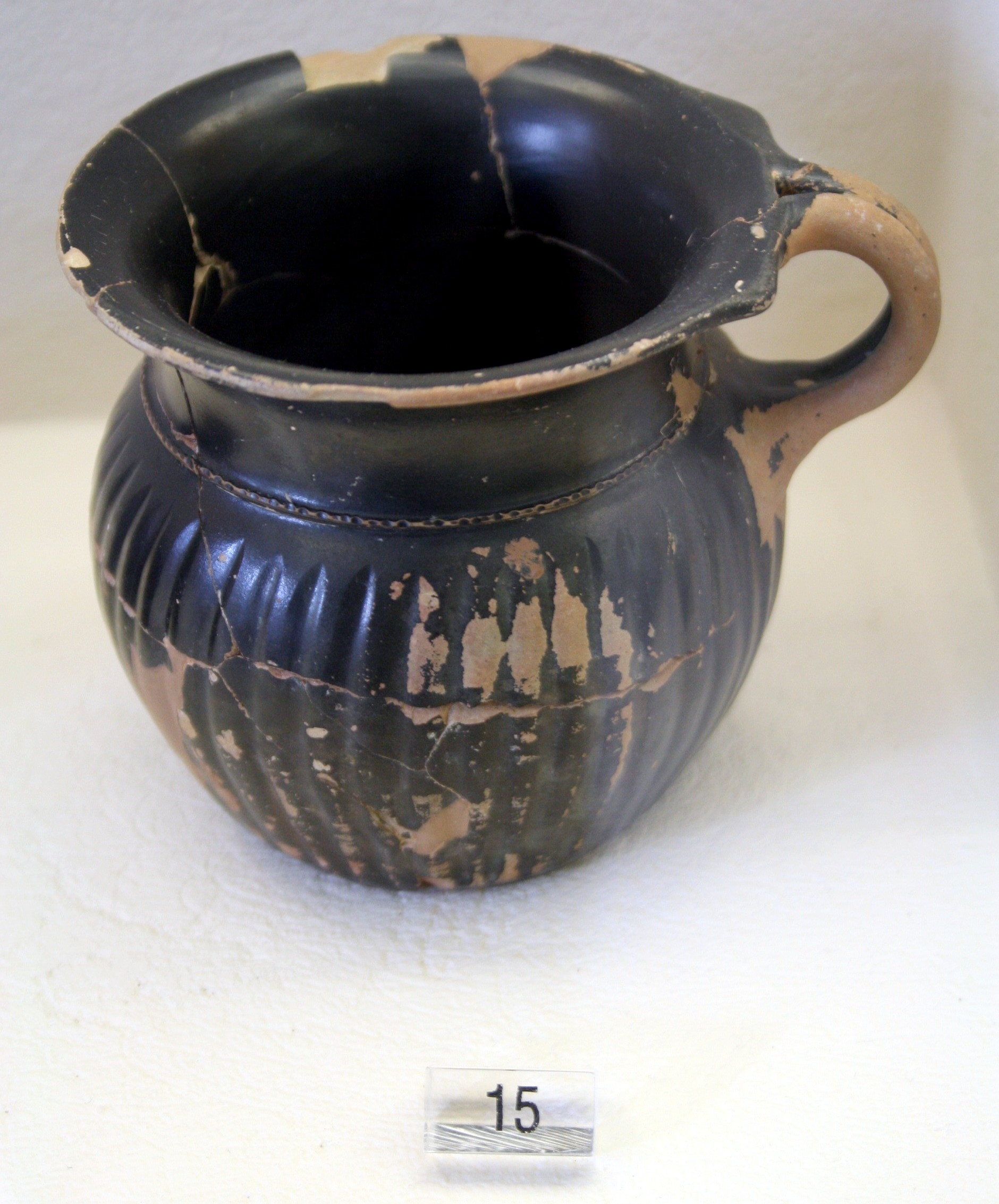
Cotón del tipo jarra. Museo Keramikos, Atenas.
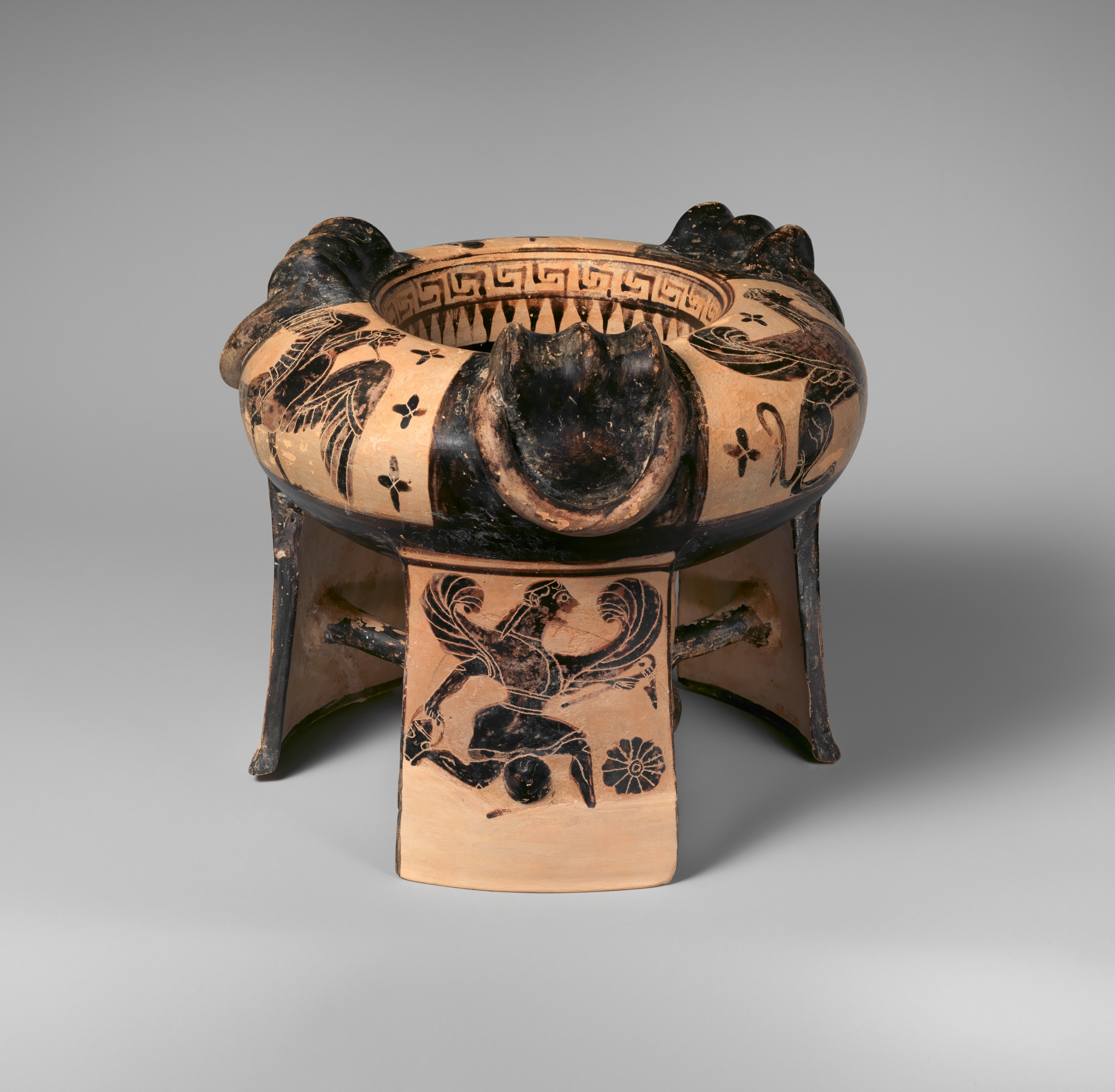
Cotón de pie de trípode. MET de Nueva York.
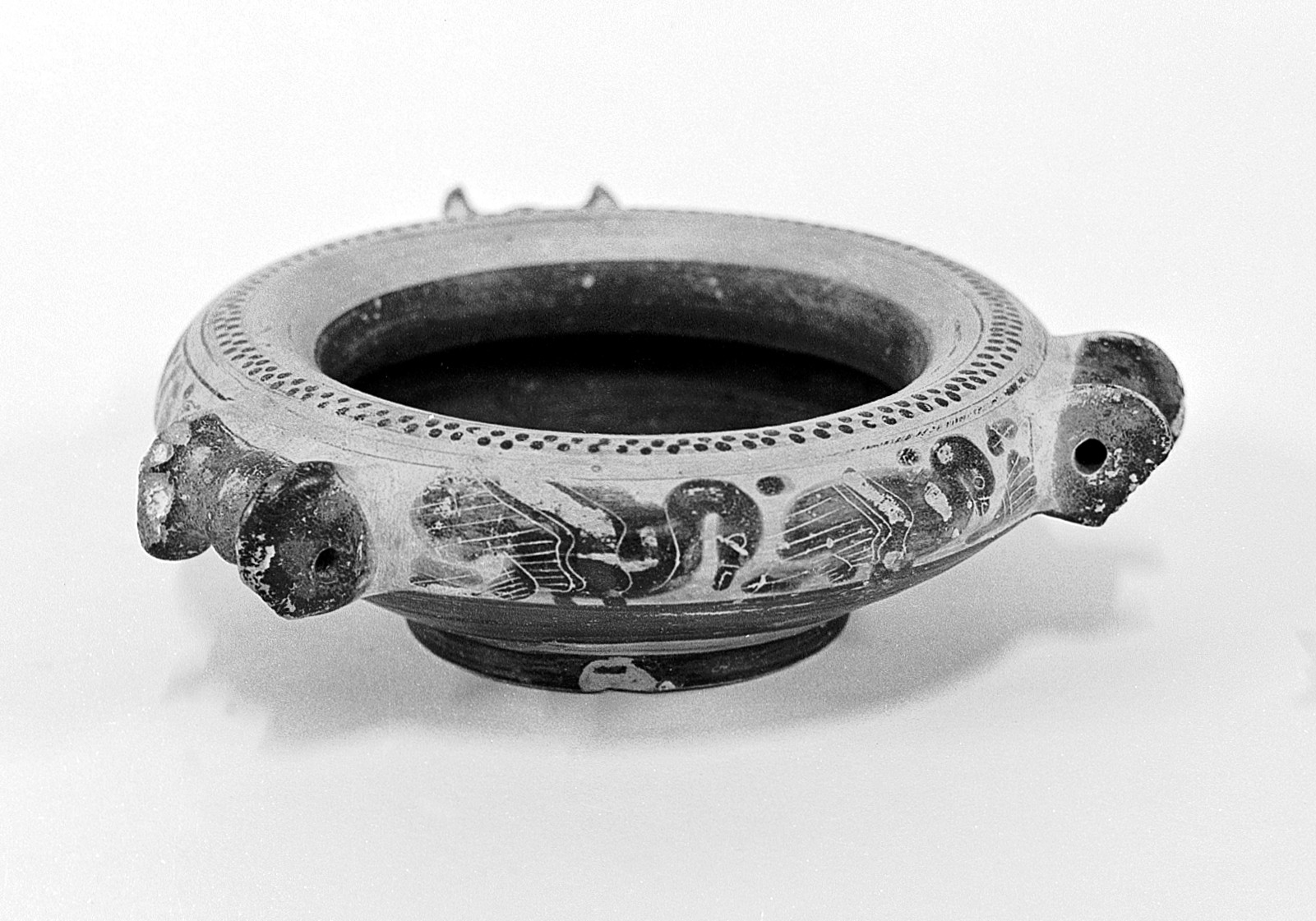
Cotón corintio de tres asas.